# Pierre de la Vigne
Pour les articles homonymes, voir Vignes.
Pierre de la Vigne ou Pierre des Vignes (Petrus de Vinea ou Petrus de Vineis), est un poète et un chancelier de Frédéric II du Saint-Empire, né à Capoue vers 1190.

## Biographie

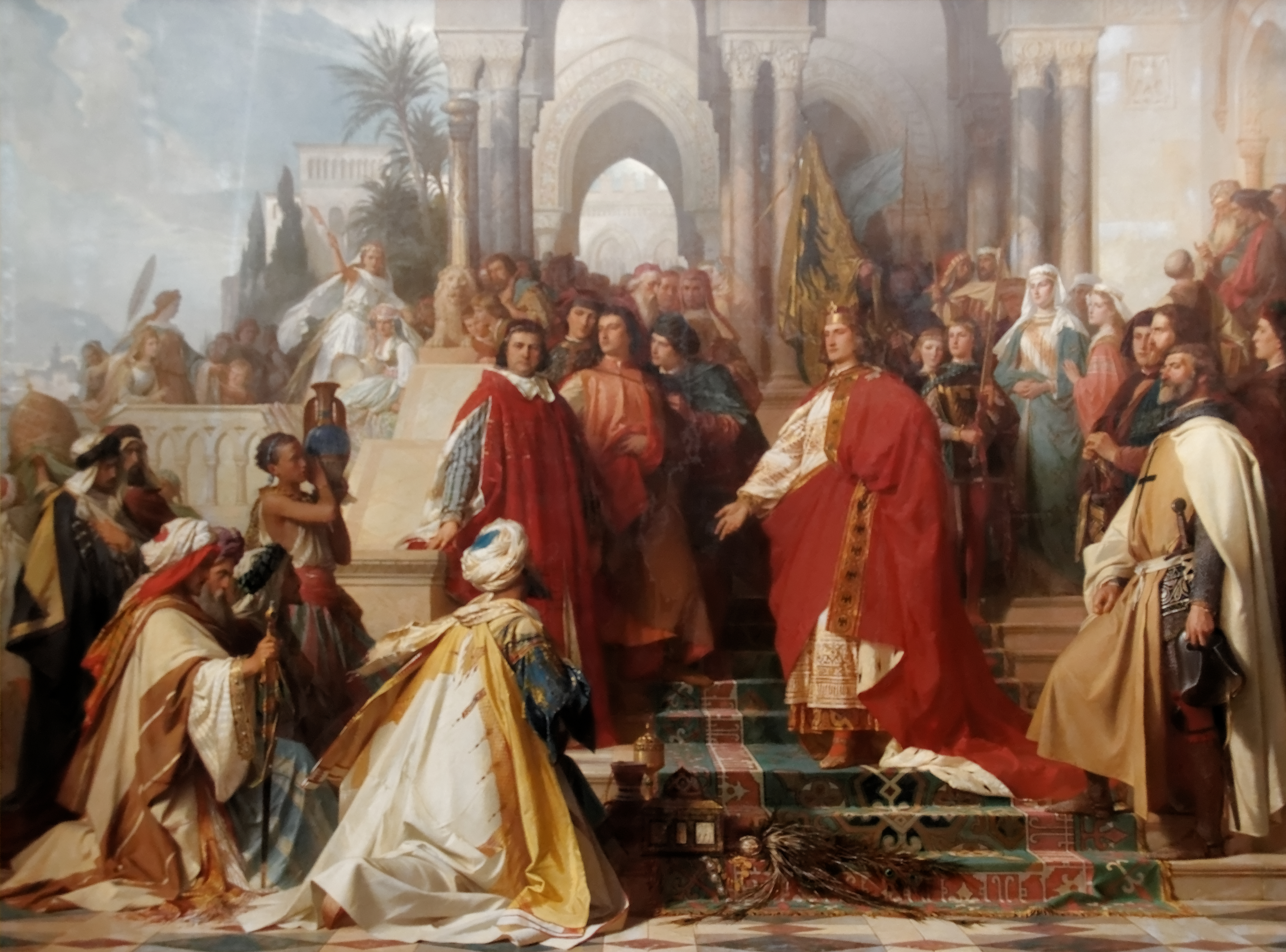
La Cour de l'empereur Frédéric II à Palerme, Arthur von Ramberg (1865).

Issu d'une famille modeste, fils de juge, il étudie le droit canonique à l'Université de Bologne puis bénéficie de la protection de l'archevêque de Palerme Berardo de Castanea pour entrer dans la cour de l'empereur Frédéric II.
Juriste et poète, il s'élève par son savoir et ses talents. Notaire impérial dès 1210, il acquiert le plus grand crédit sous l'empereur Frédéric II, améliore la législation et l'administration, incite Frédéric à se rendre indépendant des papes, et indispose vivement par cette politique la cour de Rome.
Frédéric finit pourtant par se croire trahi par son protonotaire de la cour impériale (depuis 1246), l'accuse d'avoir voulu l'empoisonner (pour se racheter auprès du pape Innocent IV), et ordonne de le livrer à ses ennemis pisans après lui avoir fait crever les yeux : Pierre de la Vigne, dans son désespoir, se brise la tête contre les murs de sa prison (1249). On pense généralement qu'il était innocent, bien qu'il soit envoyé en enfer par Dante Alighieri dans sa Divine Comédie : « cred’io ch’ei credette ch’io credesse » (« je crois qu'il crut que je croyais ») (Enfer, Chant XIII, vers 25).
On a sous son nom un recueil de Lettres, publiées pour la première fois en 1566, et souvent réimprimées. Fortement inscrite dans les courants de l'ars dictaminis pratiquée de son temps, dominés par la papauté, la somme des Lettres de Pierre de la Vigne n'en est pas moins, à sa manière, unique par son origine et certaines de ses caractéristiques.
Pierre de la Vigne fut également un poète qui était membre de la célèbre École sicilienne. Il participa à des joutes oratoires avec d'autres poètes de cette école de poésies ; ainsi, il échangea avec Jacopo Mostacci sur le thème du débat amoureux. Leur échange inspira le poète Giacomo da Lentini, qui composa un type de sonnet dénommé la Tenzone (débat amoureux).

## Œuvres
- Querimonia Friderici II. imp. qua se a Romano pontifice et cardinalibus immerito persecutum, et imperio dejectum esse ostendit, a doctissimo viro D. Petro de Vineis, anno M.CC.XXX. conscripta, Haganoae, per J. Secerium, 1529 contient les 33 premiers chapitres du livre Ier des Epistolae
- Epistolarum Petri de Vineis, cancellarii quondam Friderici II. imperatoris, libri VI, nunc primum ex tenebris in quibus hactenus jacuere eruti et luce donati. His accessit ob similitudinem argumenti Hypomnema de fide, amicitia et observantia pontificum romanorum erga imperatores germanicos, autore S. S. S. [Simone Schardio Saxone.], Basileae, ex officina P. Queci sumptibus J. Oporini, 1566